# The Mail

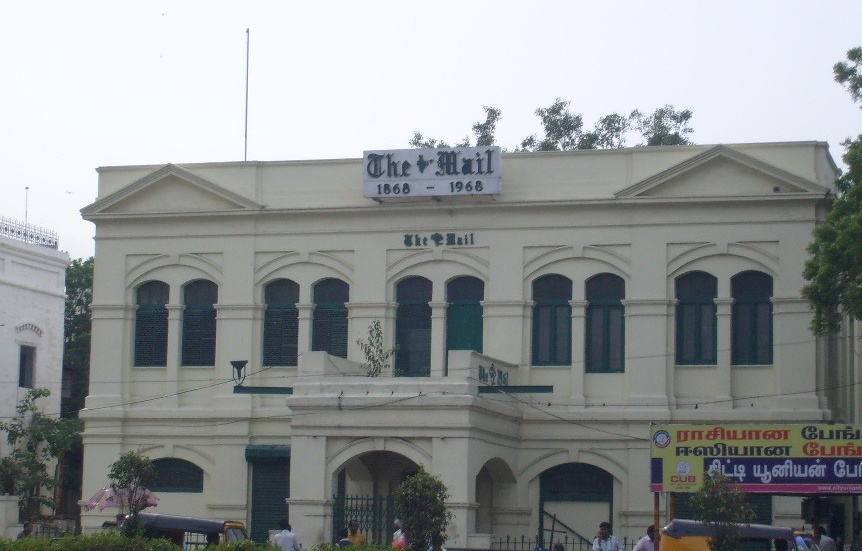
Het kantoor van The Mail in Chennai, Tamil Nadu

The Mail (bekend als The Madras Mail) was een Engelstalige avondkrant in de Madras Presidency (later de toenmalige staat Madras en tegenwoordig Tamil Nadu in India). Het blad werd in 1868 opgericht door de journalisten Charles Lawson en Henry Cornish, voorheen werkzaam bij de The Madras Times. The Madras Mail werd hierna een grote concurrent van The Madras Times en The Hindu. In 1921 werd de krant gekocht door de zakenman John Oakshott Robinson. In 1945 werd het overgenomen door de Indiase zakenman S. Anantharamakrishnan. Hierna bleef het tot aan het einde van de krant, in 1981, in de handen van hem en zijn familie.